# I cinque dell'Adamello
I cinque dell'Adamello è un film italiano del 1954 diretto da Pino Mercanti.

## Trama
Un gruppo di 5 alpini di diversa estrazione sociale e con storie diverse alle spalle partecipano a un'azione di guerra dalla quale escono vittoriosi. Vengono però travolti da una valanga e restano congelati sotto la neve.
Anni dopo il figlio di uno di loro partecipa a una missione per recuperare i loro corpi. Se il ragazzo considerava inutile e assurdo il loro sacrificio in questa occasione cambierà opinione.

## Produzione
Gli esterni del film sono stati girati sul vero Adamello.